# St. Louis Film Critics Association Awards 2014
11. ročník předávání cen asociace St. Louis Film Critics Association Awards se konal dne 15. prosince 2014.

## Vítězové a nominovaní

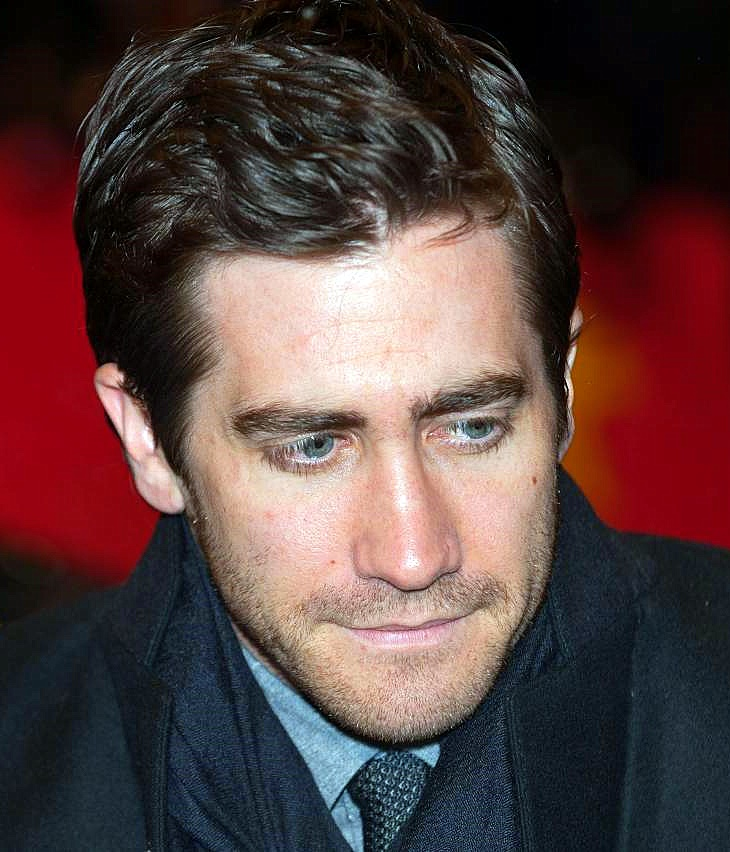
Jake Gyllenhaal vítěz v kategorii nejlepší mužský herecký výkon v hlavní roli

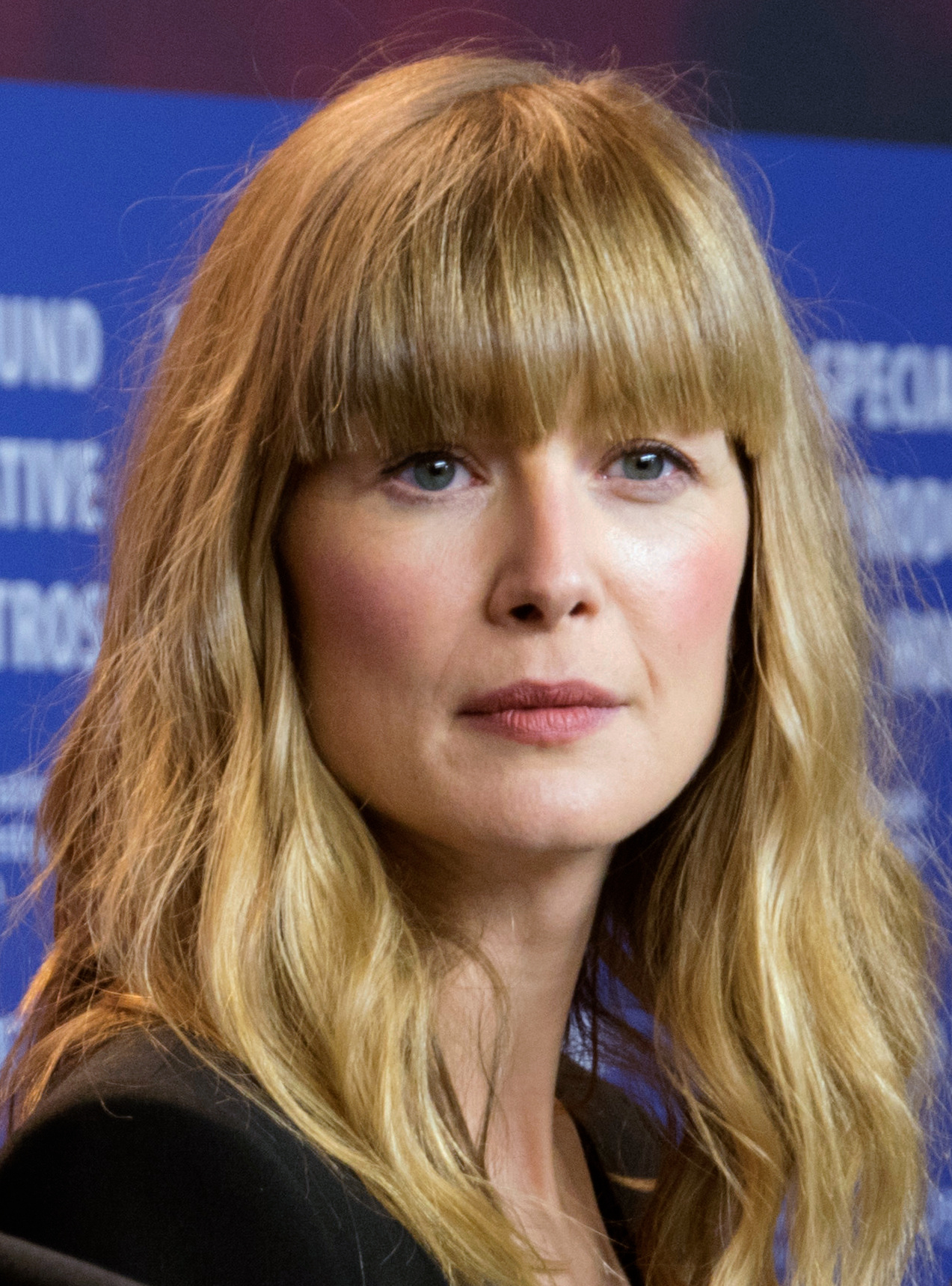
Rosamund Pike, vítězka v kategorii nejlepší ženský herecký výkon v hlavní roli

### Nejlepší film
Chlapectví
- Birdman
- Grandhotel Budapešť
- Zmizelá
- Kód Enigmy

### Nejlepší režisér
Alejandro G. Iñárritu – Birdman
- Wes Anderson – Grandhotel Budapešť
- Richard Linklater – Chlapectví
- David Fincher – Zmizelá
- Morten Tyldum – Kód Enigmy

### Nejlepší adaptovaný scénář
Gillian Flynnová – Zmizelá
- James Gunn a Nicole Perlman – Strážci Galaxie
- Graham Moore – Kód Enigmy
- Anthony McCarten – Teorie všeho
- Bratři Coenové, Richard LaGravenese a William Nicholson – Nezlomný

### Nejlepší původní scénář
Alejandro G. Iñárritu, Nicolás Giacobone, Alexander Dinelaris, Jr. a Armando Bó – Birdman
- Richard Linklater – Chlapectví
- Steven Knight – Noční jízda
- Damien Chazelle – Whiplash
- Wes Anderson – Grandhotel Budapešť
- Dan Gilroy –  Slídil

### Nejlepší herec v hlavní roli
Jake Gyllenhaal – Slídil
- Benedict Cumberbatch – Kód Enigmy
- Michael Keaton – Birdman
- Tom Hardy – Noční jízda
- Eddie Redmayne – Teorie všeho

### Nejlepší herečka v hlavní roli
Rosamund Pike – Zmizelá
- Marion Cotillard – Dva dny, jedna noc
- Felicity Jones – Teorie všeho
- Julianne Moore – Pořád jsem to já
- Reese Witherspoonová – Divočina

### Nejlepší herec ve vedlejší roli
J. K. Simmons – Whiplash
- Josh Brolin – Skrytá vada
- Ethan Hawke – Chlapectví
- Edward Norton – Birdman
- Mark Ruffalo – Hon na lišku

### Nejlepší herečka ve vedlejší roli
Patricia Arquette – Chlapectví
- Jessica Chastainová – Válka bez pravidel
- Carrie Coon – Zmizelá
- Emma Stoneová – Birdman
- Kiera Knightley – Kód Enigmy

### Nejlepší cizojazyčný film
Vyšší moc (Švédsko)
- Ida
- Lidský kapitál
- Dva dny, jedna noc
- Gloria

### Nejlepší dokument
Citizenfour: Občan Snowden
- Hledání Vivian Maier
- Jodorowsky’s Dune
- Život Rogera Eberta
- Rudá mašina
- Rich Hill

#### Nejlepší animovaný film
LEGO příběh
- Velká šestka
- Kniha života
- Škatuláci
- Jak vycvičit draka 2
- Tučňáci z Madagaskaru

### Nejlepší kamera
Emmanuel Lubezki – Birdman
- Jeff Cronenweth – Zmizelá
- Hoyte van Hoytema – Interstellar
- Rubert Yeoman – Grandhotel Budapešť
- Roger Deakins – Nezlomný
- Robert Elswit – Slídil

### Nejlepší skladatel
Antonio Sánchez – Birdman
- Mica Levi – Pod kůží
- Alexandre Desplat – Grandhotel Budapešť
- Hans Zimmer – Interstellar
- Jonny Greenwood – Skrytá vada
- Trent Reznor a Atticus Ross – Zmizelá

### Nejlepší výprava
Adam Stockhausen – Grandhotel Budapešť
- Donald Graham Burt – Zmizelá
- Suzie Davies – Mr. Turner
- Kevin Kavanaugh – Slídil
- Ondřej Nekvasil – Ledová archa
- Chris Oddy – Pod kůží

### Nejlepší vizuální efekty
- Birdman
- Úsvit planety opic
- Grandhotel Budapešť
- Strážci Galaxie
- Interstellar
- Noe

### Nejlepší soundtrack
Strážci Galaxie
- Love Song
- Chlapectví
- Get On Up – Příběh Jamese Browna
- Čarovný les
- Whiplash

### Nejlepší komedie
Strážci Galaxie
- 22 Jump Street
- Grandhotel Budapešť
- Náhodná známost
- Miluj souseda svého

### Nejlepší scéna
X-Men: Budoucí minulost – Quicksilver uniká z Pentagonu
- 22 Jump Street – závěrečné titulky
- Birdman – Riggan prochází Time Square
- Selma – bombardování kostela
- Whiplash – Andrewovo finální sólo